# Eugen Pierer
Eugen Pierer (* 23. Dezember 1823 in Altenburg; † 19. Januar 1890 ebenda) war ein deutscher Verleger.

## Leben
Pierer, Sohn des Verlegers Heinrich August Pierer, besuchte die Realschule in Leipzig und absolvierte anschließend eine Lehre in der Teubnerschen Buchdruckerei. Nach dem Tod seines Vaters 1850 wurde er alleiniger Geschäftsführer der Altenburger Hofbuchdruckerei.
Unter Eugen Pierer wurde die Arbeit am ersten ausgeformten modernen und nicht der Zensur unterliegenden allgemeinen Lexikon, dem Piererschen Universallexikon, erfolgreich fortgesetzt. 1854 erschien die 3. Auflage und bis 1871 wurde eine fünfte, verbesserte Auflage veröffentlicht und befestigte im deutschen Sprachgebiet die damals gegenüber dem „Brockhaus“ und zunächst auch dem „Meyer“ herausragende Stellung des „Pierer“.
1859 trat Eugens Bruder Alfred Pierer in das Unternehmen ein und Eugen Pierer war danach für den Bereich Druckerei zuständig. Im November 1871 verkaufte Eugen Pierer die Druckerei an ein Konsortium unter Stephan Geibels Leitung. Danach verlegte er noch Schul- und Fachbücher.